# 府院站
府院站（：／ Buwon yeok */?）是釜山－金海輕軌沿線的一座高架車站，位於韓國慶尚南道金海市府院洞。

## 車站結構
站體為2面2線側式月台的高架車站，候車月台設有月台幕門，並有2處出口。

### 月台配置
| 金海市廳 ↑ |
| \| 上      |
| ↓ 鳳凰     |

| 月台 | 路線              | 目的地     |
| ---- | ----------------- | ---------- |
| 上行 | ●釜山－金海轻电铁 | 沙上方向   |
| 下行 | ●釜山－金海轻电铁 | 加耶大方向 |

## 歷史
- 2011年9月16日：落成啟用。

## 車站周邊
- Isquar商場
- 樂天瑪特富元店
- 金海稅務署
- 金海中部警察署
- 國民年金公團金海支社
- 韓國通訊金海營業所

## 圖片

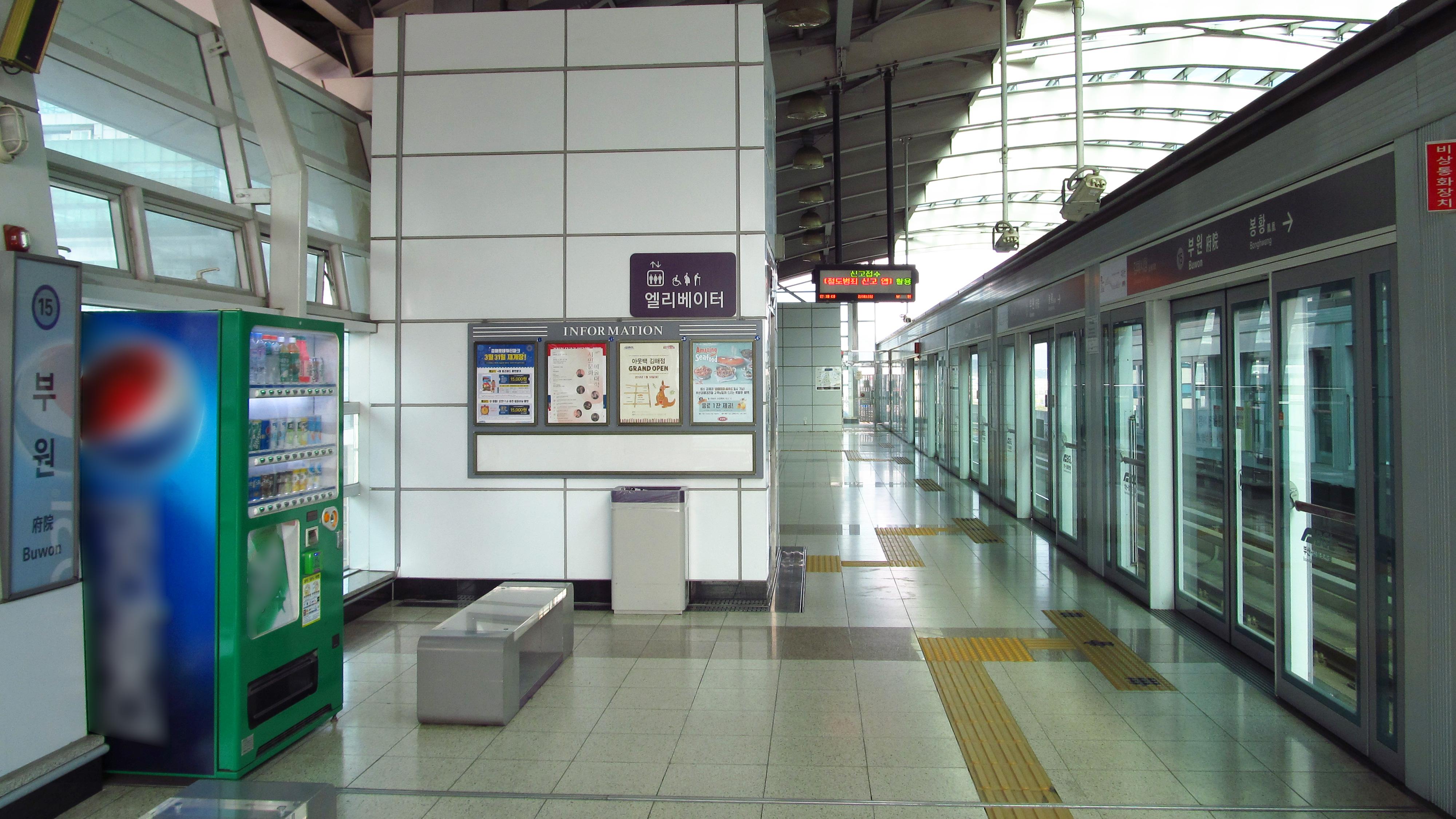
候車月台
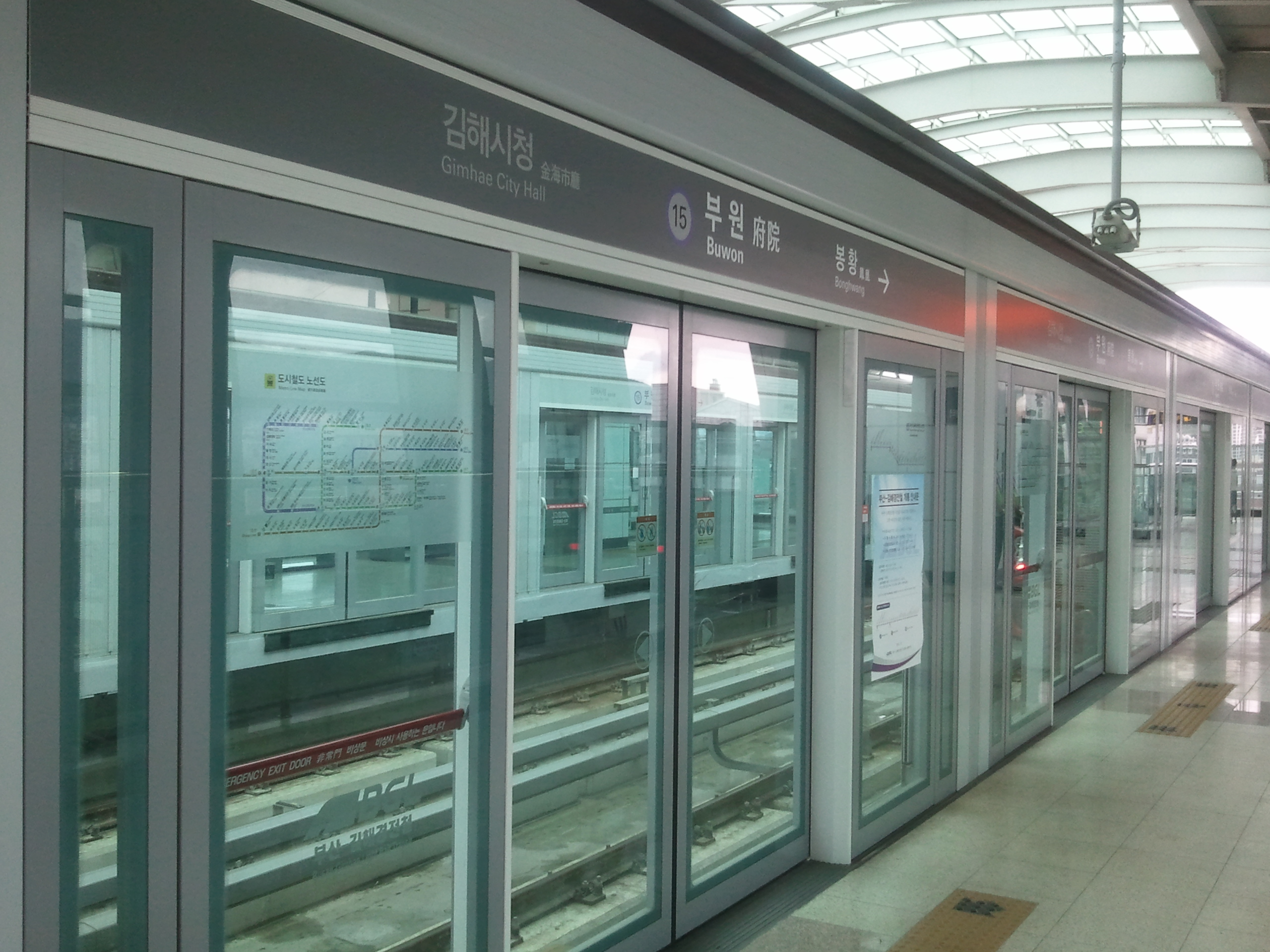
月台門
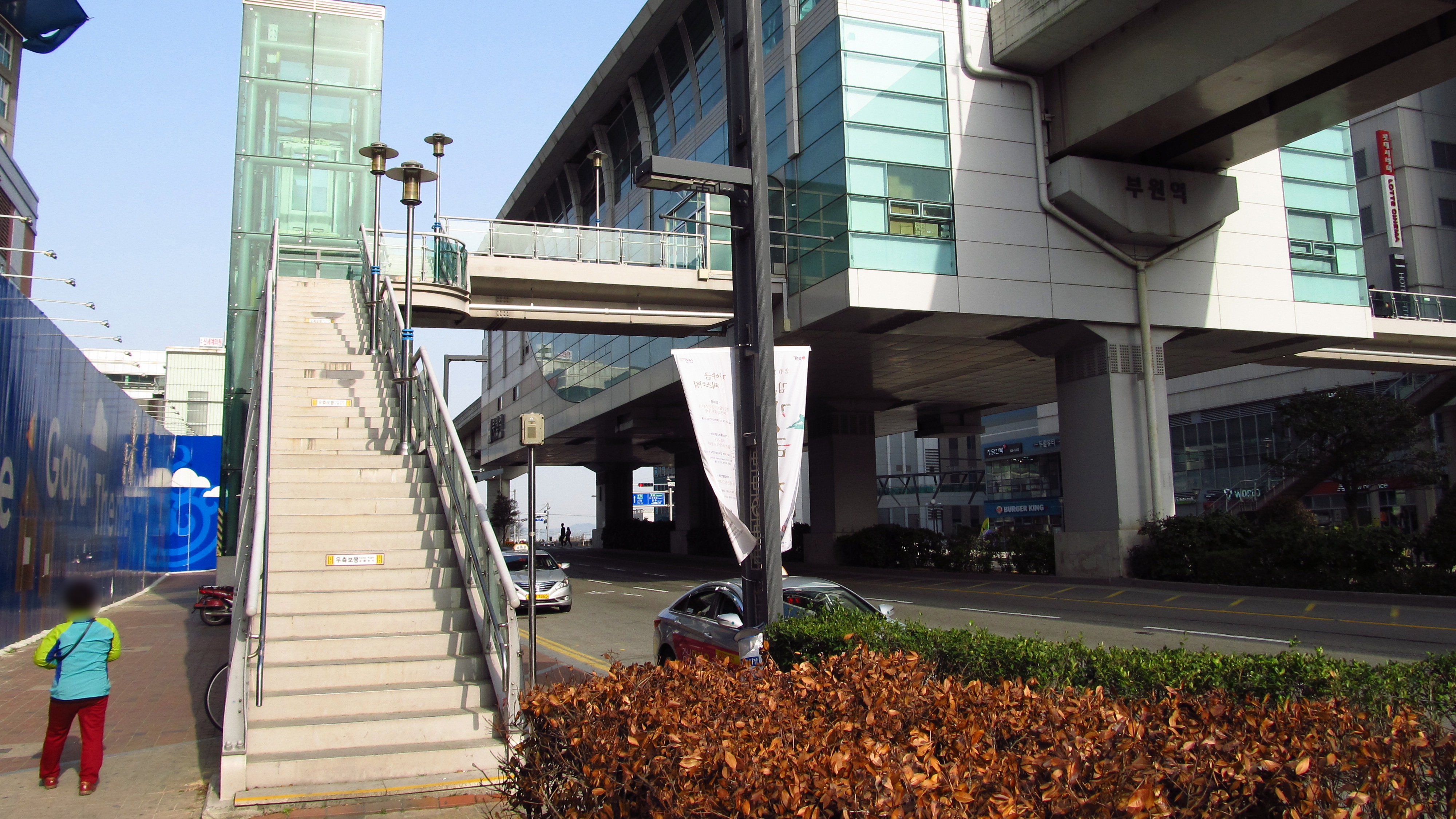
2號出口
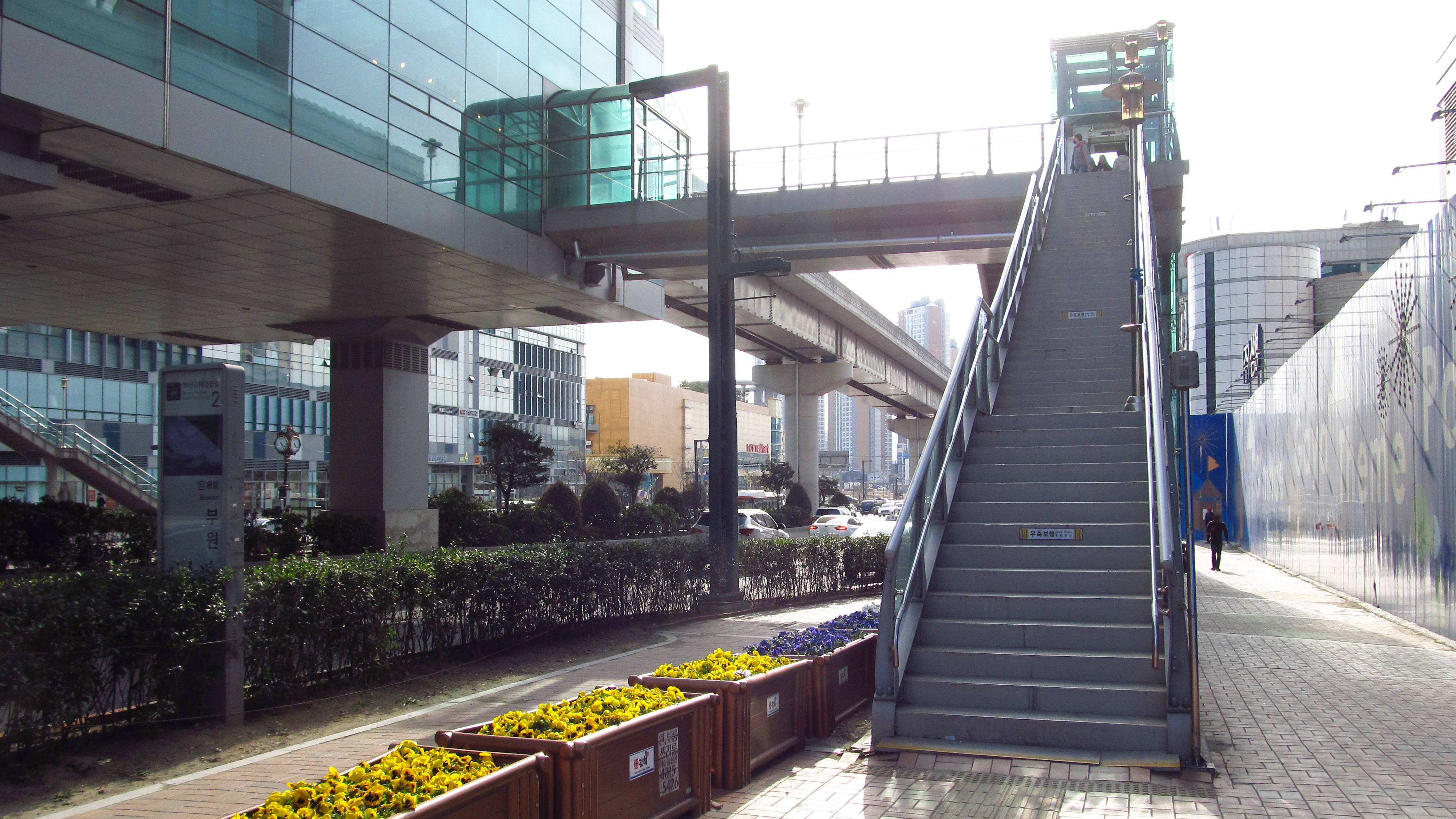
2號出口

## 相鄰車站
釜山-金海輕電鐵
●釜山－金海轻电铁
金海市廳（14）－府院（15）－鳳凰（16）